# 길상천녀
《길상천녀》(吉祥天女)는 요시다 아키미의 만화이다. 1983년 1월부터 1984년 6월까지 《베쓰코미》에서 연재되었으며 4권의 단행본으로 발행되었다. 1984년에 쇼가쿠칸 만화상 소녀 부문을 수상하였다.

## 줄거리
어느 날, 카노 사요코라는 소녀가 전학을 온다. 사요코는 매우 아름답지만 어딘가 서늘한 기운을 풍긴다.

## 등장 인물
카노 사요코 (叶 小夜子)
카노 가의 알려지지 않은 막내 딸. 자신의 아름다운 외모와 높은 지능으로 집안의 재산을 노리는 자들에게 복수를 한다.
토노 료 (遠野 涼)
부모를 어릴 때 사고로 잃고 삼촌의 집에서 동생과 함께 자란다. 아픈 동생 때문에 사촌 형인 아키라에게 순응하고 있지만 내심 반감을 가지고 있다.
토노 아키라 (遠野 暁)
료의 사촌 형.

## 미디어

### 실사 영화
2007년 6월 30일, 블루 플레닛은 이 작품을 원작으로 하는 실사 영화를 개봉하였다. 감독은 오이카와 아타루이다.

### 만화
1983년 10월부터 1984년 10월까지 4권의 단행본이 발행되었다. 1995년에는 2권의 단행본으로 재발행되었다.